# Soumya Swaminathan
Soumya Swaminathan (Palakkad, 21 marzo 1989) è una scacchista indiana.
Ha ottenuto il titolo di Grande maestro femminile nel 2008, e di Maestro Internazionale (assoluto) nel 2020.

## Principali risultati
Ha vinto il campionato del mondo juniores femminile nel 2009 e il campionato indiano femminile nel 2010.
Ha partecipato al campionato del mondo femminile del 2010 (eliminata nel primo turno da Monika Socko) e del 2012 (eliminata nel primo turno da Dronavalli Harika).
Nel 2016 ha vinto la medaglia di bronzo nel campionato asiatico individuale di Tashkent. Ha partecipato a tre campionati del mondo a squadre, vincendo una medaglia di bronzo individuale nel 2013.
Ha ottenuto il suo massimo rating FIDE nel novembre 2018, con 2428 punti Elo.